# Zweistufige Volksgesetzgebung
Die zweistufige Volksgesetzgebung unterscheidet sich von der dreistufigen darin, dass der endgültigen Abstimmung durch das Volk nur eine einleitende Stufe – nicht zwei – vorangehen. 
Die zweistufige Volksgesetzgebung umfasst eine Unterschriftensammlung, die unmittelbar zu einer Volksabstimmung über ein Gesetz oder einen anderen Gegenstand der politischen Willensbildung führt. Die Unterscheidung der beiden Verfahren der Volksgesetzgebung wird z. B. in der Bundesrepublik gemacht. 

## Deutschland

### Verfahren
In Deutschland gibt es auf Kommunalebene in allen Bundesländern, in denen kommunale Bürgerentscheide existieren, ein zweistufiges Verfahren. Auf der Ebene der Bundesländer herrscht das Prinzip der dreistufigen Volksgesetzgebung vor.
Je nachdem auf welcher Ebene der Bundesrepublik das zweistufige Verfahren angesiedelt ist, heißen die Stufen unterschiedlich. Auf Bundes- und Landesebene heißt die erste Stufe (eine Unterschriftensammlung) Volksinitiative oder Volksantrag. Die zweite Stufe (ebenso eine Unterschriftensammlung) heißt Volksbegehren. Die dritte Stufe ist die Volksabstimmung. Auf Kommunalebene heißt die erste Stufe (die Unterschriftensammlung) Bürgerbegehren, die zweite Stufe Bürgerentscheid. Während Volksinitiative/Volksantrag und Volksbegehren in der zweistufigen Volksgesetzgebung (nicht aber in der dreistufigen) gleichgesetzt werden können, ist das Bürgerbegehren als Auftakt zu einem Bürgerentscheid nicht mit einer Bürgerinitiative zu verwechseln.

### Geschichte
In der Weimarer Republik gab es ein Verfahren der Volksgesetzgebung, das zwischen zwei- und dreistufiger Volksgesetzgebung anzusiedeln ist: Die Vorstufe, der „Antrag auf Zulassung eines Volksbegehrens“ erforderte reichsweit lediglich 5.000 Unterschriften oder eine Organisation, deren Vorstand eine Unterstützerschaft von 100.000 glaubhaft machen konnte. Mit einem Volksbegehren, der eigentlichen ersten Stufe, mussten mindestens 10 % der Wahlberechtigten einen Volksentscheid fordern, bevor dieser in der zweiten Stufe gemäß Artikel 73 Absatz 3 der Weimarer Verfassung durchzuführen war.

## Schweiz
Das politische System der Schweiz kennt auf allen Ebenen nur das zweistufige Verfahren. Die erfolgreiche Sammlung einer vorgeschriebenen Anzahl von Unterschriften von Stimmberechtigten für eine Volksinitiative oder ein Referendum führt unmittelbar zu einer Abstimmung.